# Arnoso (Santa Maria e Santa Eulália) e Sezures
Arnoso (Santa Maria e Santa Eulália) e Sezures (llamada oficialmente União das Freguesias de Arnoso (Santa Maria e Santa Eulália) e Sezures) es una freguesia portuguesa del municipio de Vila Nova de Famalicão, distrito de Braga.

## Historia
Fue creada el 28 de enero de 2013 en aplicación de una resolución de la Asamblea de la República de Portugal promulgada el 16 de enero de 2013 con la unión de las freguesias de Santa Eulália de Arnoso, Santa Maria de Arnoso y Sezures, pasando su sede a estar situada en la antigua freguesia de Santa Maria de Arnoso.

## Demografía
| Gráfica de evolución demográfica de Arnoso (Santa Maria e Santa Eulália) e Sezures entre 2011 y 2021 |
| |
| Datos según el nomenclátor publicado por el INE portugués.                                           |